# Армавір (місто, Вірменія)
Армаві́р (вірм. Արմավիր, до 1932 — Сардарабад, до 1995 — Октемберян) — місто у Вірменії, населення 45 100 осіб. Розташоване в Араратській долині, на південь від гори Арагац.

## Історія
Поблизу сучасного міста розташовані руїни стародавнього Армавіра — першої столиці Вірменського царства. За Мовсеса Хоренаци, місто збудоване онуком Хайка (Гайк, Айк) Армаісом. До II століття був столицею володарів і вірменських царів. Заснований близько 770 до н. е. як урартська фортеця Аргіштіхінілі.
Розквіт Армавіра відноситься до 2-ї пол. 1-го тис. до н. е. Руїни стародавнього Армавіра розташовані поблизу сучасного Армавіра.
Перші розвідувальні розкопки пагорба були зроблені 1880 року, однак систематичні розкопки Армавіра розпочаті в 1962. Археологічний вивчення Армавіра виявило багатошаровий характер історії міста. Найдавніший шар відноситься до урартського періоду (VIII—VII ст. до н. е., коли цар Аргішті I в 776 р. заснував на цьому місці місто Аргіштіхінілі), далі йдуть давньовірменський елліністичний (III—II ст. до н. е.) і середньовічний (X—XIII ст.) шари.
За радянських часів місто було перейменоване на Октемберян. Після розпаду Радянського Союзу перейменоване на Армавір.

## Міста-побратими
- Армавір (рос. Армавир), Росія[2]
- Дейр-ез-Зор (араб. دير الزور), Сирія
- Феодосія, Україна[3]